# Rock is Dead
«Rock is Dead» (en español: El rock está muerto), es una canción del grupo estadounidense Marilyn Manson, la cual fue lanzada como sencillo el 14 de junio de 1999, extraída de su tercer disco de estudio, Mechanical Animals. La canción fue incluida en la banda sonora de The Matrix.

## Concepto
El título de la canción alude al interés permanente de Manson en la filosofía de Friedrich Nietzsche. En este caso particular, por lo menos para el título, su concepto de "Dios ha muerto". También podría referirse a la cultura occidental, título que ha sido ampliamente aceptado, por lo tanto "Rock Is Dead" puede estar asociado con el pensamiento que Nietzsche estaba usando ("Dios ha muerto").
Otra de las interpretaciones acerca de su contenido es atribuido al mundo siendo controlado por los medios de comunicación, en este caso mencionando a la televisión, por la cual, la gente se deja influenciar por ella como si fuera un dios.

## Video musical
El video de la canción (dirigido por Samuel Bayer) cuenta con Manson vestido como Omega y su banda (tal vez como The Mechanical Animals) dando un concierto en el escenario. Más adelante en el vídeo, se les muestra como los integrantes de la banda destruyen sus instrumentos, en alusión a Manson destruyendo las estatuas de tamaño natural del mismo (como Omega) en el vídeo de The Dope Show.
Otra versión del vídeo contiene las mismas imágenes de la presentación, editado con imágenes de The Matrix, película para la cual fue ofrecida la canción como sencillo promocional.

### Versiones del video
En el video se muestra a Marilyn Manson pelirrojo y con un traje negro. El vídeo cuenta con 2 versiones:
- La primera versión fue la realizada para la película The Matrix, en la cual se mostraban escenas de esta película.
- Luego salió otra versión sin escenas promocionales de The Matrix, donde solo se mostraba a la banda.

## Lista de canciones
| Reino Unido – CD 1 |                                                                 |          |  |
| N.º                | Título                                                          | Duración |  |
| 1.                 | «Rock Is Dead»                                                  | 3:10     |  |
| 2.                 | «Man That You Fear» (Acoustic Requiem For Antichrist Superstar) | 5:21     |  |
| 3.                 | «Television» (Radio Edit interpretado por Baxter)               | 3:09     |  |

| Reino Unido – CD 2 |                                                                                               |          |  |
| N.º                | Título                                                                                        | Duración |  |
| 1.                 | «Rock Is Dead»                                                                                | 3:10     |  |
| 2.                 | «I Don't Like the Drugs (But the Drugs Like Me)» (Absinthe Makes The Heart Grow Fonder Remix) | 5:29     |  |
| 3.                 | «I Can't See Why» (interpretado por Baxter)                                                   | 4:50     |  |

| Reino Unido – Vinilo en 10" |                                                                  |          |  |
| N.º                         | Título                                                           | Duración |  |
| 1.                          | «Rock Is Dead»                                                   |          |  |
| 2.                          | «I Don't Like the Drugs (But the Drugs Like Me)» (Every Day Mix) |          |  |

## Posicionamiento en listas
| Lista (1999)                            | Mejor posición |
| --------------------------------------- | -------------- |
| Estados Unidos (Modern Rock Tracks)     | 30             |
| Estados Unidos (Mainstream Rock Tracks) | 28             |
| Italia (FIMI)                           | 44             |
| Reino Unido (UK Singles Chart)          | 23             |